# العلاقات اليمنية الجورجية
العلاقات اليمنية الجورجية هي العلاقات الثنائية التي تجمع بين اليمن وجورجيا.

## مقارنة بين البلدين
هذه مقارنة عامة ومرجعية للدولتين:
| وجه المقارنة                                              | اليمن         | جورجيا                          |
| --------------------------------------------------------- | ------------- | ------------------------------- |
| المساحة (كم2)                                             | 555.00 ألف    | 69.70 ألف                       |
| عدد السكان (نسمة)                                         | 28.25 مليون   | 3.72 مليون                      |
| الكثافة السكانية (ن./كم²)                                 | 50.9          | 53.37                           |
| العاصمة                                                   | صنعاء، عدن    | تبليسي، كوتايسي                 |
| اللغة الرسمية                                             | اللغة العربية | اللغة الجورجية، اللغة الأبخازية |
| العملة                                                    | ريال يمني     | لاري جورجي                      |
| الناتج المحلي الإجمالي (بليون دولار)                      | 18.21 مليار   | 15.16 مليار                     |
| الناتج المحلي الإجمالي (تعادل القوة الشرائية) بليون دولار | 75.69 مليار   | 35.68 مليار                     |
| الناتج المحلي الإجمالي الاسمي للفرد دولار أمريكي          | 1.41 ألف      | 3.79 ألف                        |
| الناتج المحلي الإجمالي للفرد دولار أمريكي                 |               |                                 |
| مؤشر التنمية البشرية                                      | 0.498         | 0.754                           |
| رمز المكالمات الدولي                                      | +967          | +995                            |
| رمز الإنترنت                                              | .ye           | .ge، .გე ‏                       |
| المنطقة الزمنية                                           | ت ع م+03:00   | ت ع م+04:00                     |

## منظمات دولية مشتركة
يشترك البلدان في عضوية مجموعة من المنظمات الدولية، منها:
| علم المنظمة | اسم المنظمة                   | تاريخ انضمام اليمن | تاريخ انضمام جورجيا |
| ----------- | ----------------------------- | ------------------ | ------------------- |
|             | مؤسسة التنمية الدولية         | 22 مايو 1970       | 31 أغسطس 1993       |
|             | الأمم المتحدة                 | 30 سبتمبر 1947     | 31 يوليو 1992       |
|             | البنك الدولي للإنشاء والتعمير | 3 أكتوبر 1969      | 7 أغسطس 1992        |
|             | مؤسسة التمويل الدولية         | 22 مايو 1970       | 29 يونيو 1995       |
|             | الاتحاد الدولي للاتصالات      | 1931               | 7 يناير 1993        |
|             | يونسكو                        | 2 أبريل 1962       | 7 أكتوبر 1992       |
|             | الاتحاد البريدي العالمي       | ?                  | ?                   |

## وصلات خارجية
- موقع وزارة الخارجية الجورجية